# Коблиця
Ко́блиця — село в Україні, у Бучанському районі Київської області. Населення становить 55 осіб. Входить до складу Бородянської селищної громади.

## Географія
Біля села протікає невелика річка Коблиця, права притока Талі.